# Giacomo da Pecorara
Giacomo Pecorara ou (de Pecoraria) (né à Plaisance en Émilie-Romagne, Italie,  vers 1170 et mort à Rome le 25 juin 1244) est un cardinal italien  de l'Église catholique du XIIIe siècle, nommé par le pape Grégoire IX.  Il est probablement l'oncle du cardinal Giacomo della Porta, (1251) et est membre de l'Ordre cistercien.

## Biographie
Giacomo Pecorara est clerc de l'église de S. Donnino à Plaisance et archidiacre à Ravenne. Il est auditeur à la rote romaine et abbé de l'abbaye de Trois-Fontaines, près de Clairvaux.
Le pape Grégoire IX le crée cardinal  lors du consistoire de septembre 1231. Le cardinal Pecorara est légat apostolique près de l'empereur Frédéric II, en Hongrie, en Toscane, en Lombardie et en France. Il est Cardinal-vicaire de Rome. De 1241 à 1243, il est tenu par Enzio, le fils de l'empereur en vue d'intervenir dans le cas l'excommunication de l'empereur. 
Le cardinal Pecorara participe à l'élection de Célestin IV en 1241 et à l'élection de 1243 d'Innocent IV.